# Atractus caxiuana
Espèce
Atractus caxiuana  est une espèce de serpents de la famille des Dipsadidae.

## Répartition
Cette espèce est endémique du Pará au Brésil. Elle se rencontre à environ 1 000 m d'altitude dans le parc national de Caxiuanã.

## Étymologie
Son nom d'espèce, caxiuana, lui a été donné en référence au lieu de sa découverte.

## Publication originale
- Prudente & Santos-Costa, 2006 : A new species of Atractus Wagler, 1828 (Serpentes: Colubridae) from Eastern Amazonia, Brazil. Zootaxa, no 1285, p. 21–29.